# 前大章乡
前大章乡，是中华人民共和国河北省石家庄市赵县下辖的一个乡镇级行政单位。

## 行政区划
前大章乡下辖以下地区：
前大章村、后大章村、安现村、中帐村、四德村、北朱家庄村、冯家庄村、西白庄村、北姚家庄村、杜家庄村、南白庄村、投头庄村、豆腐庄村、固德村、周家庄村、永安村、仪停村、商家庄村、史家庄村、王家庄村、齐家庄村、小马圈村、乡官村、城郎村和双庙村。